# Vörösínyű csiga
A vörösínyű csiga (Monachoides incarnatus) Európában honos, a tüdőscsigákhoz tartozó szárazföldi csigafaj.

## Külső megjelenése
A csigaház 8–13 mm magas, 12–17 mm széles, hat kanyarulatból áll. Sárgás- vagy vörösesbarna színű házának alakja gömbölydeden kúpos. Felszínének finom (négyzetmilliméterenként kb. 130 pikkely) redős-pikkelyes mikroszerkezete miatt tompán fénylik. A szájadék szélétől kissé beljebb a ház színétől világosabb, fehéres-vöröses ajakduzzanat figyelhető meg, amely világos vörösbarna sávként kívülről is látható. Köldöke szűk, de nyitott, az ajakduzzanat nem fedi el. Az állat színe világosbarna, feje és a csápjai sötétbarnák, feketések. A házon áttetszenek a köpeny sötét foltjai.
Három alfaja ismert: 
- M. incarnatus incarnatus (O. F. Müller, 1774)
- M. incarnatus armatus (Stabile, 1859)
- M. incarnatus welebitanus (L. Pfeiffer, 1848)

## Elterjedése és életmódja
A vörösínyű csiga nagy területen előforduló gyakori faj Európában: Franciaország középső részétől a Dnyeper-medencéig, Bulgáriától Dél-Svédországig található meg. Bulgáriában 1600 m magasságig fordul elő. A nedvesebb, erdős-bokros dombvidékeket preferálja, a lehullott levelek, kövek alatt él; a fiatalabb példányai fatörzsekre, növényekre is felmásznak. Korhadó növényi részekkel táplálkozik. Nyár végén a talajba ásott lyukba rakja le 1,5–2 mm-es petéit. A kiscsigák 17-24 nap múltán kelnek ki, élettartamuk két év.
Magyarországon nem védett.

## Külső hivatkozások
- Fajleírás (angol nyelven)